# Comuna Teaca, Bistrița-Năsăud
Teaca (în maghiară Teke, în germană Tekendorf, Teckendorf) este o comună în județul Bistrița-Năsăud, Transilvania, România, formată din satele Archiud, Budurleni, Ocnița, Pinticu, Teaca (reședința) și Viile Tecii. Comuna este situată în sud-estul județului și are în componență șase sate.

## Istoric
Prima atestare documentară a localității datează din anul 1318.

## Demografie
Componența etnică a comunei Teaca
     Români (60,25%)
     Romi (26,21%)
     Maghiari (5,95%)
     Alte etnii (0,42%)
     Necunoscută (7,17%)
Componența confesională a comunei Teaca
     Ortodocși (78,06%)
     Adventiști (4,99%)
     Reformați (4,25%)
     Penticostali (1,72%)
     Baptiști (1,32%)
     Greco-catolici (1,02%)
     Alte religii (1,4%)
     Necunoscută (7,23%)
Conform recensământului efectuat în 2021, populația comunei Teaca se ridică la 4.991 de locuitori, în scădere față de recensământul anterior din 2011, când fuseseră înregistrați 5.329 de locuitori. Majoritatea locuitorilor sunt români (60,25%), cu minorități de romi (26,21%) și maghiari (5,95%), iar pentru 7,17% nu se cunoaște apartenența etnică. Din punct de vedere confesional, majoritatea locuitorilor sunt ortodocși (78,06%), cu minorități de adventiști (4,99%), reformați (4,25%), penticostali (1,72%), baptiști (1,32%) și greco-catolici (1,02%), iar pentru 7,23% nu se cunoaște apartenența confesională.

## Politică și administrație
Comuna Teaca este administrată de un primar și un consiliu local compus din 15 consilieri. Primarul, Florin Oltean[*], de la Partidul Social Democrat, este în funcție din 1 noiembrie 2024. Începând cu alegerile locale din 2024, consiliul local are următoarea componență pe partide politice:
|  | Partid                                 | Consilieri | Componența Consiliului | Componența Consiliului | Componența Consiliului | Componența Consiliului | Componența Consiliului | Componența Consiliului |
|  | -------------------------------------- | ---------- | ---------------------- | ---------------------- | ---------------------- | ---------------------- | ---------------------- | ---------------------- |
|  | Partidul Social Democrat               | 6          |                        |                        |                        |                        |                        |                        |
|  | Partidul Național Liberal              | 3          |                        |                        |                        |                        |                        |                        |
|  | Partidul Mișcarea Populară             | 2          |                        |                        |                        |                        |                        |                        |
|  | Uniunea Salvați România                | 2          |                        |                        |                        |                        |                        |                        |
|  | Uniunea Democrată Maghiară din România | 1          |                        |                        |                        |                        |                        |                        |
|  | Alianța pentru Unirea Românilor        | 1          |                        |                        |                        |                        |                        |                        |

## Atracții turistice
- Biserica evanghelică din satul Teaca, costrucție secolul al XIV-lea, monument istoric
- Biserica ortodoxă "Sfînta Treime" din Teaca
- Biserica romano-catolică din Teaca
- Biserica de lemn "Sfinții Arhangheli Mihail și Gavriil" din satul Budurleni, construcție 1830, monument istoric
- Biserica lutherană din satul Viile Tecii, monument istoric
- Biserica reformată din satul Archiud
- Biserica ortodoxă Archiud
- Biserica romano-catolică Archiud
- Centrul de cojocărit din Teaca
- Băile sărate din satul Pinticu

## Personalități născute aici
- Cornelia Ardelean Archiudean (n. 1952) interpretă de muzică populară;
- Ion Vlad (1929-2022), scriitor;
- Francisc Păcurariu (1920-1997), scriitor, diplomat.